# Scherenmode
Die Scherenmode (englisch scissors mode) ist eine Schwingungsanregung, die bei schweren deformierten Atomkernen beobachtet wird.

## Beschreibung
Atomkerne, deren Protonen- und Neutronenzahlen weit entfernt von magischen Zahlen sind – beispielsweise Kerne der Seltene-Erden-Elemente, sind oft deformiert, d. h., sie weichen schon in ihrem Grundzustand von der Kugelgestalt ab. Meist können sie als Rotationsellipsoide beschrieben werden.
Die Scherenmode ist eine magnetische Anregung eines solchen Kerns, und zwar eine Dipolanregung, denn die Parität des angeregten Zustands entspricht der des Grundzustands bei Übertrag einer Drehimpulseinheit.
Man kann sich die Scherenmode geometrisch veranschaulichen: Das von allen Protonen gebildete Rotationsellipsoid führt gegen das Neutronenellipsoid eine Drehschwingung aus, ähnlich den beiden Teilen einer Schere (vgl. Abb.). Damit kann die Scherenmode als magnetisches Gegenstück zur elektrischen Dipol-Riesenresonanz verstanden werden, die anschaulich eine lineare Schwingung der Protonen gegen die Neutronen ist.
Die Scherenmode ist eine kollektive Anregung, d. h., nicht als Effekt eines einzelnen Teilchens erklärbar, sondern viele Protonen und Neutronen tragen zu dieser Anregung bei.

## Historie und Stand der Forschung
Die Scherenmode wurde – dem oben erwähnten Bild entsprechend – erstmals in einem halbklassischen Two-Rotor Model vorhergesagt, dann auch im Rahmen des Interacting Boson Model. Der erste experimentelle Nachweis gelang 1983 der Forschungsgruppe um Achim Richter am Elektronenbeschleuniger DALINAC, dem Vorgänger des heutigen S-DALINAC der TU Darmstadt, in inelastischer Elektronenstreuung.
Der Forschungsstand umfasst u. a.
- die Untersuchung des Formfaktors der Anregung in Elektronenstreuung, der Aufschluss über die Vorgänge im Kern bei der Anregung gibt,
- die (erfolglose) Suche nach Spin-Beiträgen in Protonenstreuung, die verdeutlicht, dass es eine Bahnbewegung der Protonen und Neutronen ist, die zur Kernanregung führen,
- die detaillierte Untersuchung der Scherenmode durch Anregung mit Gammastrahlung, wobei viele Teil-Anregungen identifiziert wurden,
- die Beschreibung der experimentellen Befunde durch zahlreiche Modelle, die die oben dargestellte Veranschaulichung unterstützen,
- die Erkenntnis, dass die Scherenmode als Spezialfall einer Klasse von angeregten Zuständen niedriger Anregungsenergie betrachtet werden kann, bei denen Protonen und Neutronen sich entgegengesetzt bewegen („gemischtsymmetrische Zustände“).

Ein Überblick über den Forschungsstand wurde 2010 in der Zeitschrift Reviews of Modern Physics veröffentlicht.